# جبل روشن
جبل روشن (بالإنجليزية: Ruchen (Jura Mountains))‏ هو أحد جبال سلسلة جورا ويقع في كانتون ريف بازل/كانتون سولوتورن في سويسرا. يحتل المرتبة رقم 437 في قائمة جبال سويسرا من حيث الارتفاع، إذ يبلغ ارتفاعه حوالي 1123 متر، بينما يبلغ ارتفاع نتوء الجبل 392 متر.